# Philipp Seidl
Philipp Seidl (* 20. Dezember 1997 in Graz) ist ein österreichischer Fußballspieler.

## Karriere
Seidl begann seine Karriere beim USV Pircha. 2008 wechselte er zum SC Gleisdorf 1919 und spielte auch weiterhin für den Verein nach dessen Fusion mit ATUS Gleisdorf zum FC Gleisdorf 09.
2010 kam er in die Jugend des SK Sturm Graz, wo er später auch in der Akademie spielte. Im Mai 2014 debütierte er für die Amateure der Grazer in der Regionalliga, als er am 25. Spieltag der Saison 2013/14 gegen den SV Wallern in der 57. Minute für Jörg Jauk eingewechselt wurde.
Nach über 70 Spielen für Sturm II wurde er zur Saison 2017/18 an den Zweitligisten SC Wiener Neustadt verliehen. Sein Debüt in der zweiten Liga gab er im August 2017, als er am vierten Spieltag jener Saison gegen den TSV Hartberg in der 74. Minute für Fabian Miesenböck in die Partie gebracht wurde.
Im Jänner 2018 wechselte er leihweise zum Regionalligisten SV Lafnitz. Mit Lafnitz stieg er 2018 in die 2. Liga auf. Nach der Saison 2018/19 verließ er Lafnitz und wurde an die Kapfenberger SV weiterverliehen. Während der Leihe kam er zu 16 Zweitligaeinsätzen für die KSV. Nach dem Ende der Leihe kehrte er zur Saison 2020/21 allerdings nicht mehr nach Graz zurück, sondern wurde vereinslos. Nach einem halben Jahr ohne Klub wechselte er im Februar 2021 zum Regionalligisten FC Gleisdorf 09, bei dem er bereits in seiner Jugend gespielt hatte. Für Gleisdorf kam er allerdings aufgrund des COVID-bedingten Saisonabbruchs nie zum Einsatz.
Zur Saison 2021/22 wechselte Seidl zum Zweitligisten Grazer AK, bei dem er einen bis Juni 2022 laufenden Vertrag erhielt. In zwei Jahren beim GAK kam er zu 19 Zweitligaeinsätzen. Nach der Saison 2022/23 verließ er die Steirer und kehrte zum Ligakonkurrenten Kapfenberg zurück. Für Kapfenberg kam er zu 28 Zweitligaeinsätzen.
Zur Saison 2024/25 wechselte er weiter innerhalb der Liga zum ASK Voitsberg. Für Voitsberg kam er zu 18 Einsätzen in der 2. Liga, aus der das Team aber abstieg. Daraufhin wechselte er zur Saison 2025/26 zum viertklassigen SV Wildon.

## Erfolge
- Meistertitel in der Regionalliga Mitte 2017/18 mit dem SV Lafnitz